# Die Quelle (Ingres)

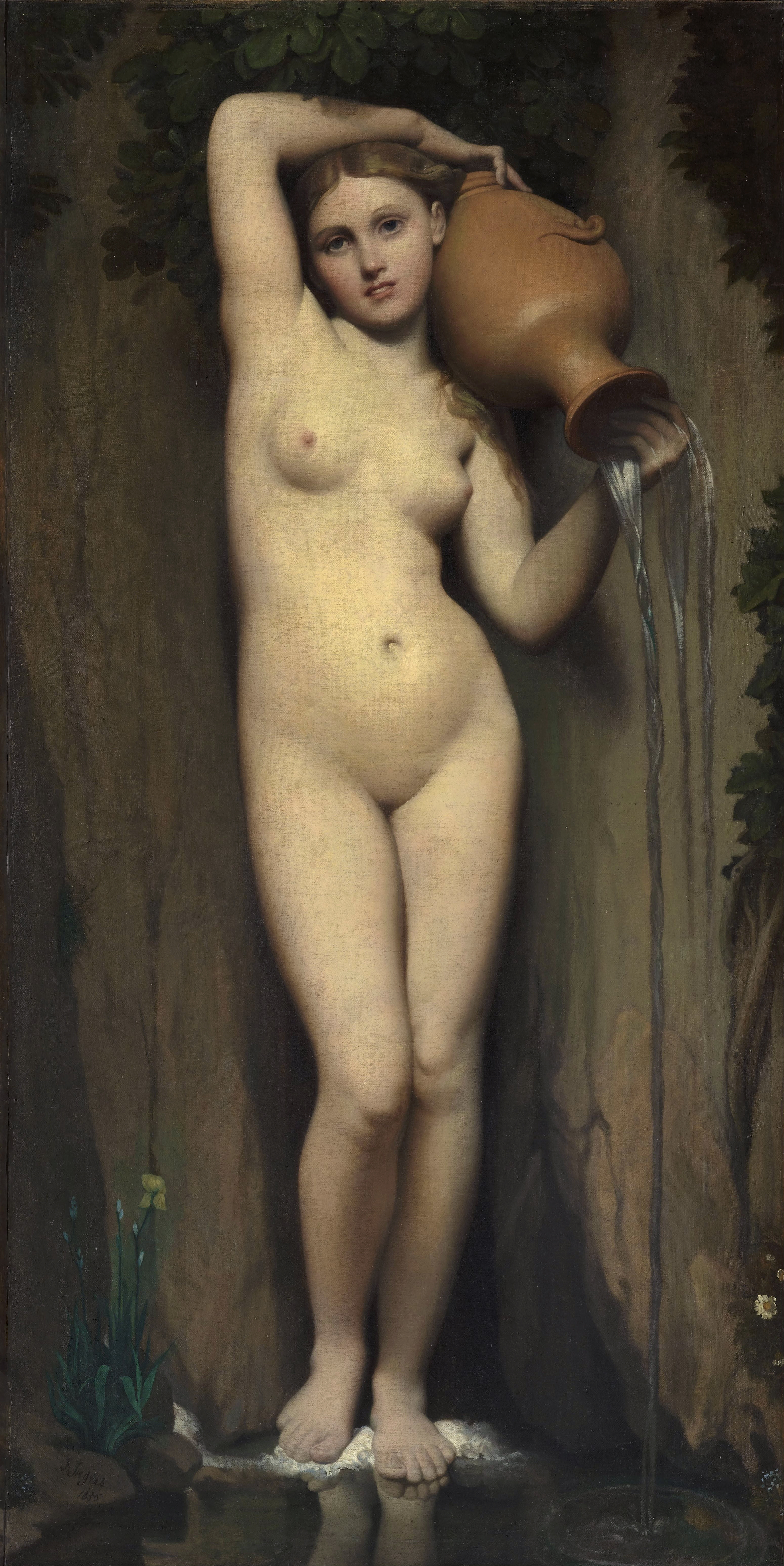
Jean-Auguste-Dominique Ingres: La source (Die Quelle), 1820–1856. Öl auf Leinwand, 163 × 80 cm. Musée d’Orsay, Paris

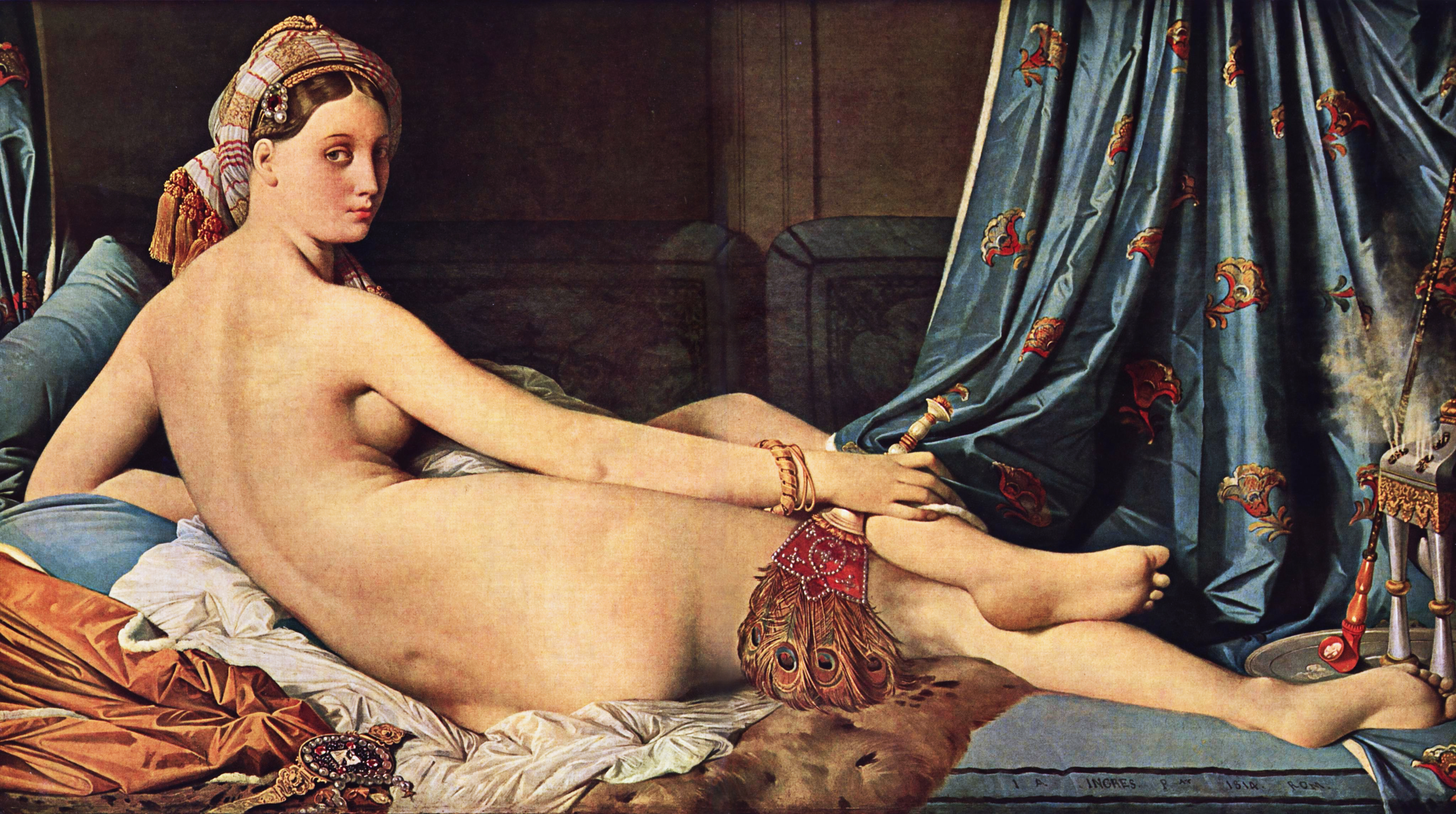
Jean-Auguste-Dominique Ingres: La Grande Odalisque, 1814. Musée du Louvre, Paris

Die Quelle (Original frz.: La source) ist der Titel eines Gemäldes von Jean-Auguste-Dominique Ingres. Es gehört zum Bestand des Musée d’Orsay in Paris und befindet sich dort im Erdgeschoss an der rechten Wand des Mittelgangs.

## Beschreibung
Das Gemälde in einem schmalen, hohen Format zeigt eine nackte junge Frau nahezu lebensgroß als eine Najade, eine Quellnymphe. Sie steht in einer Felsspalte, zu ihren Füßen Wasser, in dem diese sich spiegeln. Links wachsen zwei Narzissen aus dem steinigen Untergrund. Die Figur hält mit dem linken Arm einen amphorenartigen Krug auf ihrer Schulter, aus dem Wasser fließt und den Boden vor ihr füllt. Da sie mit ihrem rechten Arm über ihren Kopf greift, um das Gewicht des großen Tonkrugs auf der linken Schulter auszugleichen, gerät die Figur in einen übersteigerten Kontrapost und zeigt in einem ausgeprägten Hüftschwung eine kurvige Körperlinie, die kennzeichnend ist für Ingres’ Akte.
Die Malerei ist in einem glatten, sorgfältigen Farbauftrag ausgeführt, wie ihn zum Beispiel auch Jean-Léon Gérôme bevorzugte. Ähnlich wie in seiner Aktdarstellung der Großen Odaliske malte Ingres hier die nackte weibliche Gestalt, obwohl diese den Betrachter direkt anschaut, als ein „passives Geschöpf“; es scheint „nur für den Genuß da zu sein, [wirkt] aber gleichzeitig unnahbar“.

## Entstehung und Wirkung
Dominique Ingres begann die Arbeit an dem Gemälde mit Vorstudien während seines Aufenthalts in Florenz 1820; er beendete das Bild allerdings erst in Paris im Jahr 1856, wobei er die Accessoires und den Hintergrund von seinen beiden Schülern Paul Balze und Alexandre Desgoffe ausarbeiten ließ. Ingres präsentierte das Werk zunächst in seinem Atelier einer kleinen Gruppe seiner Malerfreunde, die es begeistert aufnahm. Die Quelle inspirierte später zahlreiche Künstler wie zum Beispiel Seurat, Renoir, Maillol, Picasso oder Magritte.

## Provenienz
1857 erwarb der Graf Charles Marie Tanneguy Duchâtel das Gemälde und dekorierte es mit großen Pflanzen, um ihm den Eindruck einer natürlichen Darstellung zu verleihen; die Komtesse Duchâtel erhielt es später. Sie vermachte es dem Louvre, der es 1878 übernahm und gut hundert Jahre danach im Jahr 1986 dem Musée d’Orsay überließ.